# Мерзич, Самир
Са́мир Ме́рзич (босн. Samir Merzić; 29 июня 1984, Мостар, СФРЮ) — боснийский футболист, защитник Выступал за сборную Боснии и Герцеговины.

## Карьера

### «Амкар»
По мнению боснийских СМИ, Мерзич, который может сыграть на обоих флангах обороны, являлся одним из реальных кандидатов на место левого защитника сборной Боснии, но для этого ему сначала надо было выиграть конкуренцию за место в основе «Амкара», что ему не удалось, после чего он покинул клуб летом 2011 года.

## Матчи и голы за сборную
| Матчи и голы Мерзича за сборную Боснии и Герцоговины | Матчи и голы Мерзича за сборную Боснии и Герцоговины | Матчи и голы Мерзича за сборную Боснии и Герцоговины | Матчи и голы Мерзича за сборную Боснии и Герцоговины | Матчи и голы Мерзича за сборную Боснии и Герцоговины | Матчи и голы Мерзича за сборную Боснии и Герцоговины | Матчи и голы Мерзича за сборную Боснии и Герцоговины |
| №                                                    | Дата                                                 | Соперник                                             | Счёт                                                 | Сыгранные минуты                                     | Голы Мерзича                                         | Соревнование                                         |
| ---------------------------------------------------- | ---------------------------------------------------- | ---------------------------------------------------- | ---------------------------------------------------- | ---------------------------------------------------- | ---------------------------------------------------- | ---------------------------------------------------- |
| 1                                                    | 13 октября 2007                                      | Греции                                               | 2:3                                                  | 62-90                                                | -                                                    | Отборочные матчи ЧЕ-2008                             |
| 2                                                    | 17 октября 2007                                      | Норвегия                                             | 0:2                                                  | 0-90                                                 | -                                                    | Отборочные матчи ЧЕ-2008                             |
| 3                                                    | 21 ноября 2007                                       | Турция                                               | 0:2                                                  | 0-90                                                 | -                                                    | Отборочные матчи ЧЕ-2008                             |
| 4                                                    | 11 октября 2008                                      | Турция                                               | 1:2                                                  | 0-90                                                 | -                                                    | Отборочные матчи ЧМ-2010                             |

Итого: 4 матча / 0 голов; 0 побед, 0 ничьих, 4 поражения.